# Chaetochlamys
Chaetochlamys es un género de plantas con flores perteneciente a la familia Acanthaceae. El género tiene 13 especies de hierbas.

## Taxonomía
El género fue descrito por Gustav Lindau y publicado en Bulletin de l'Herbier Boissier 3: 490. 1895.

## Especies seleccionadas
- Chaetochlamys callichlamys
- Chaetochlamys ciliata
- Chaetochlamys columbiensis
- Chaetochlamys lilloi
- Chaetochlamys lindaui